# Франц Антон Гогенцоллерн-Хайгерлох
Франц Антон Гогенцоллерн-Хайгерлох (2 декабря 1657, Замок Зигмаринген — 14 октября 1702, Фридлинген) — граф Гогенцоллерн-Хайгерлох (1681—1702).

## Биография
Родился в замке Зигмаринген, столице княжества Гогенцоллерн-Зигмаринген. Младший сын Мейнрада I Гогенцоллерна-Зигмарингена (1605—1681), князя Гогенцоллерна-Зигмарингена (1638—1681), от брака с Анной-Марией (1613—1682), дочерью барона Фердинанда фон Торринг цу Зеефельда.
30 января 1681 года скончался князь Мейнрад I Гогенцоллерн-Зигмаринген. Его старший сын
Максимилиан I Гогенцоллерн-Зигмаринген стал князем Гогенцоллерн-Зигмарингеном (1681—1689), а его младший брат Франц Антон получил титул графа Гогенцоллерн-Хайгерлоха.
На имперской военной службе Франц Антон Гогенцоллерн-Хайгерлох дослужился до чина фельдмаршала-лейтенанта.
В 1692 году император Священной Римской империи Леопольд I Габсбург повторно утвердил за двумя старшими ветвями швабской линией Гогенцоллернов (Гогенцоллерн-Зигмаринген и Гогенцоллерн-Гехинген) титулы имперских князей. Однако ветвь Гогенцоллерн-Хайгерлох сохранила графский титул.
Граф Франц Антон Гогенцоллерн-Хайгерлох погиб в битве при Фридлингене в 1702 году во время Войны за испанское наследство.

## Семья
5 февраля 1687 года он женился на Марии Анне Эусебии (1670 — 23 октября 1716), дочери графа Антона Еусебиуса фон Кёнигзегг-Аулендорфа. Супруги имели двух сыновей и двух дочерей:
- Фердинанд Антон Леопольд (4 декабря 1692 — 23 июля 1750), соборный декан в Кёльне (с 1731), граф Гогенцоллерн-Хайгерлох (1702—1750)
- Мария Анна (13 марта 1694 — 28 февраля 1732), муж с 1714 года граф Людвиг Ксавер Фуггер-Штеттенфельс (1688—1746)
- Мария Франциска (17 января 1697 — 29 марта 1767), муж с 1720 года граф Франц Гуго фон Кёнигзегг-Ротенфельс (1698—1772)
- Франц Антон Кристоф (16 января 1699 — 23 января 1767), пробст Кёльнского собора (с 1763), граф Гогенцоллерн-Хайгерлох (1750—1767).